# Guy XVI. de Laval

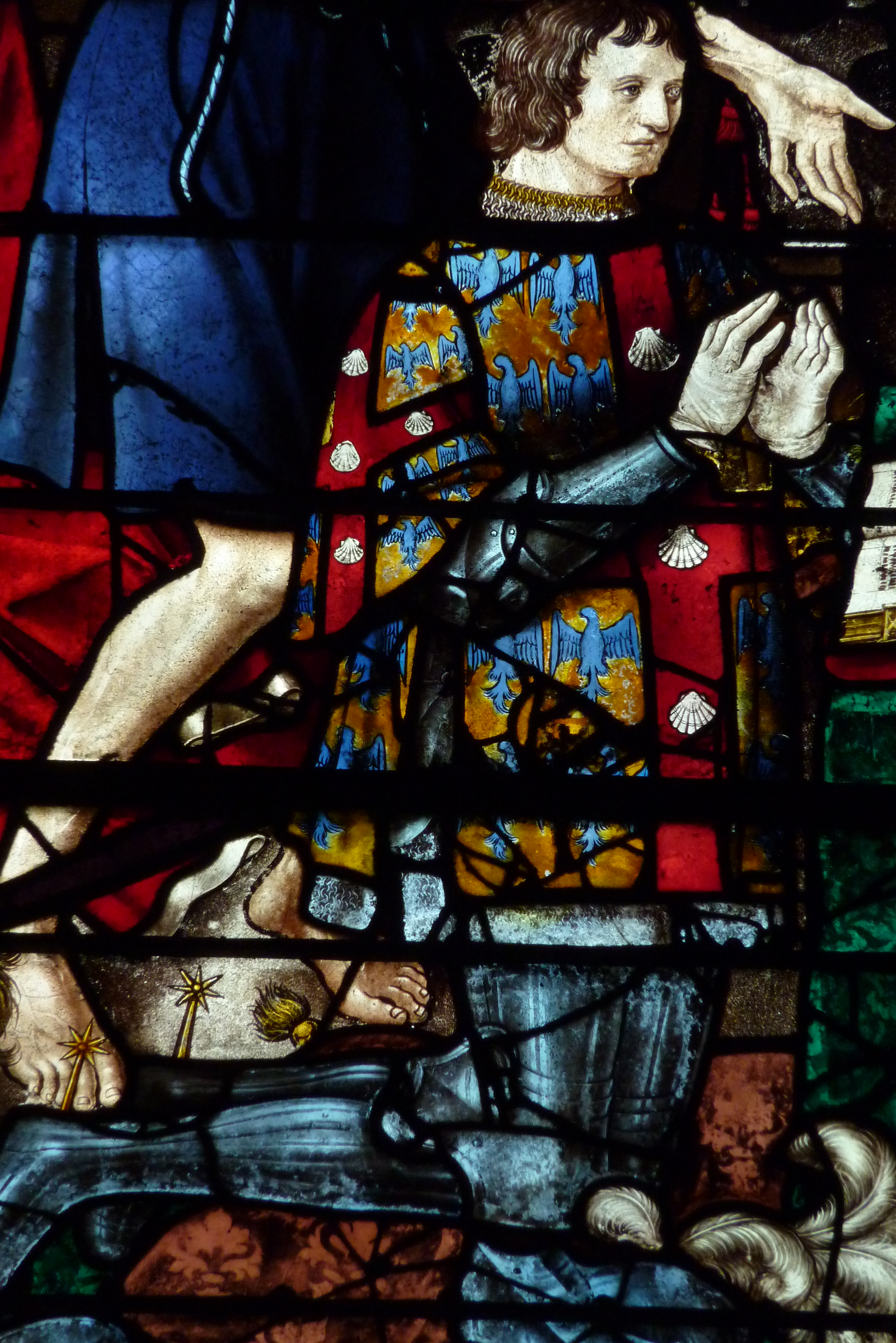
Glasfenster in der Stiftskirche Saint-Martin de Montmorency

Guy XVI. de Laval (bis 1501 Nicolas de Montfort-Laval, * 1. Oktober 1476; † 20. Mai 1531 in La Gravelle) war ein französischer Adliger mit umfangreichem Besitz in der Bretagne und Mayenne, der überwiegend am bretonischen und später französischen Hof lebte. Er war Graf von Laval, Baron de Vitré, Vicomte de Rennes etc., sowie Lieutenant-général, Admiral und Gouverneur von Bretagne.

## Leben
Nicolas war der älteste Sohn von Jean de Montfort, Seigneur de La Roche-Bernard († 1476) (Haus Montfort-Laval), und Jeanne du Perrier, Dame de Quintin. Da er beim Tod seines Vaters minderjährig war, kam er unter Vormundschaft seines Großvaters Guy XIV. de Laval († 1486) und seines Onkels Guy XV. de Laval.
Nicolas verbrachte den Großteil seiner Kindheit am Hof des Herzogs Franz II. von Bretagne, wo er engen Kontakt mit der knapp vier Monate jüngeren Anne de Bretagne hatte. Als Anne 1491 den französischen König Karl VIII. heiratete, folgte er ihr an den königlichen Hof und blieb in ihrer Nähe – die Königin wurde 1505 die Patin seiner Tochter Anne.
Die Vormundschaft für Nicolas endete am 8. November 1494. Am 29. Oktober 1501 starb sein Onkel Guy XV. ohne Nachkommen und hinterließ ihm den Besitz der Familie. In diesem Zusammenhang nahm er – der Familientradition folgend – den Namen Guy an.
Guy XVI. blieb im Dienst des Königs, wurde Lieutenant-général (1517), Gouverneur (1525) und Admiral von Bretagne. Er korrespondierte häufig mit seinem Schwager Anne de Montmorency, um über das Geschehen am Hof auf dem Laufenden zu sein.
Er unterhielt einen Hof kleinerer Adliger aus ganz Frankreich und auch darüber hinaus. Dessen Umfang lässt sich daraus ermessen, dass er 1527 anordnete, dass 162 Personen aus seinem Haushalt direkt bezahlt werden sollten, und es wird geschätzt, dass täglich etwa 300 Personen in seiner Umgebung lebten. Einige Zeit war er Gastgeber eines Repräsentanten des portugiesischen Königs. Zudem gilt er als Förderer der Künste und Liebhaber von Turnieren – bei dem Turnier, das anlässlich der Ankunft der Mary Tudors in Paris ausgerichtet wurde (1514), trat er mehr als 40 Mal an.

## Familie
Guy XVI. heiratete per Ehevertrag am 27. Januar 1501 in Vierzon die Infantin Charlotte von Aragón, Titularfürstin von Tarent, Tochter von Friedrich IV., König von Neapel (Haus Trastámara). Aus dieser Ehe hatte er vier Kinder:
- Louis, * Vitré 22. November 1402, † 21. März 1403
- François, * 30. April 1503, X 27. April 1522 in der Schlacht bei Bicocca, Comte de Montfort
- Catherine, * 1504, † 31. Dezember 1526; ⚭ (Ehevertrag 11. November 1518) Claude I. Sire de Rieux et de Rochefort, Comte d’Harcourt et d’Aumale, † 19. Mai 1532, bestattet in Notre-Dame de Rieux (Haus Rieux)
- Anne, * Vitré 23. September 1505, † November 1553; ⚭ (Ehevertrag Vitré 23. Februar 1522) François de La Trémoille Vicomte de Thouars, Prince de Talmont, † 5. Januar 1541, (Haus La Trémoille) – der Titel „Fürst von Tarent“ wurde im Haus La Trémoille weitergeführt

Charlotte von Aragón starb am 6. Oktober 1505 in Vitré im Kindbett.
Er heiratete in zweiter Ehe am 5. Mai 1517 Anne de Montmorency, Tochter von Guillaume, Sire et Baron de Montmorency (Stammliste der Montmorency) und Anne Pot, Dame de Rochepot (Haus Pot), sowie Schwester des Connétable Anne de Montmorency. Aus dieser Ehe hatte er ebenfalls vier Kinder:
- René, * Vitré 23. August 1519, † Vitré 11. Oktober 1519
- Claude, * 14. Februar 1522, † Saint-Germain-en-Laye 25. Mai 1547, 1531 als Guy XVII. Comte de Laval, Sire de Vitré etc., bestattet in Laval; ⚭ Châteaubriant 22. Oktober 1535 Claude de Foix, Comtesse de Rethelois, 1554 bezeugt, Tochter von Odet de Foix, Graf von Comminges, Vicomte de Lautrec, Marschall von Frankreich (Haus Grailly), sie heiratete in zweiter Ehe 1548 Charles de Luxembourg, Vicomte de Martigues, (X vor Hesdin 1553) (Haus Luxemburg-Ligny)
- Marguerite, * 1523, Dame du Perrier; ⚭ 18. Juni 1529 Louis V. de Rohan, Seigneur de Guéméné, † 14. Mai 1557 (Haus Rohan)
- Anne, * Juni 1525; ⚭ 16. Februar 1539 Louis de Silly, Seigneur de La Roche-Guyon, 1549 bezeugt

Anne de Montmorency starb am 29. Juni 1525 auf Burg Comper (bei Concoret) im Kindbett. Sie wurde in Laval bestattet.
Er heiratete in dritter Ehe am 25. August 1526 Antoinette de Daillon († 19. April 1538), Dame de l’Île-sous-Brulons et de La Cropte, Tochter von Jacques, Seigneur du Lude, (Haus Daillon) und Jeanne d’Illiers. Aus dieser Ehe bekam er drei Kinder:
- François, † 9. September 1530, bestattet in Vitré
- Louise, † vor 1531
- Charlotte, † Orléans 3. März 1568, Dame de Tinténiac; ⚭ 17. Oktober 1547 Gaspard II. de Coligny, Comte de Coligny, Seigneur de Châtillon-sur-Loing, Admiral von Frankreich, † ermordet Paris 24. August 1572 (Bartholomäusnacht), bestattet in Châtillon-sur-Loing (Haus Coligny)

Darüber hinaus hatte er eine unehelichen Sohn von einer unbekannten Frau: François de Laval, * vor 1501, † Laval 10. Februar 1554, legitimiert im März 1540, 1530 Bischof von Dol, 1530 Abt von Paimpont, 1534 Abt von Le Tronchet
Guy XVI. starb am 20. Mai 1531 in La Gravelle auf der Jagd durch einen Sturz vom Pferd. Er wurde in der Stiftskirche Saint-Tugal in Laval bestattet.